# 聖母升天主教座堂 (伊夫雷亞)

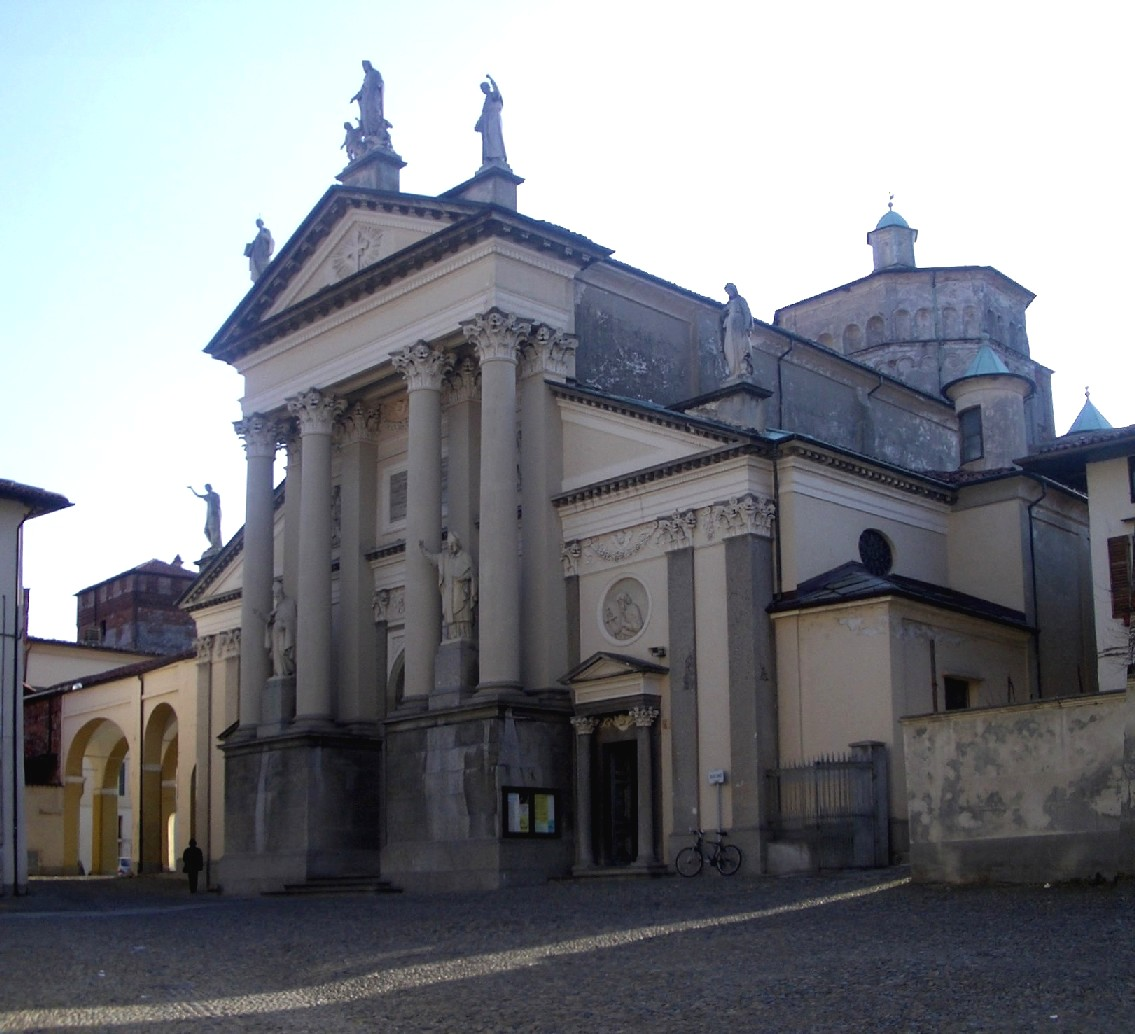
聖母升天主教座堂

聖母升天主教座堂（Cattedrale di S. Maria Assunta）是天主教伊夫雷亚教区的主教座堂，位于意大利皮埃蒙特大区都灵广域市伊夫雷亚。
此处的教堂始建于4世纪，坐落在一个异教神庙遗址上。大约在公元1000年重建为罗曼式风格，但保留了两座钟楼和古罗马石棺，据说为圣贝苏斯的圣髑。1785年，该堂再度重建为巴洛克风格。目前的新古典主义立面为19世纪建筑。堂内保存有15世纪壁画“卢森堡的伯多禄的神迹”，以及赛迪斯 - 麦卡锡墓。
1990年3月18日，教宗若望保禄二世曾经来访。